# Temporada 1992-93 de los Portland Trail Blazers
La temporada 1992-93 fue la vigesimotercera de los Portland Trail Blazers en la NBA. La temporada regular acabó con 51 victorias y 31 derrotas, ocupando el cuarto puesto de la conferencia Oeste, clasificándose para los playoffs, en los que cayeron en primera ronda ante los San Antonio Spurs.

## Elecciones en elDraft
| Ronda | Puesto | Jugador      | Posición | Nacionalidad   | Universidad |
| ----- | ------ | ------------ | -------- | -------------- | ----------- |
| 1     | 26     | Dave Johnson | Escolta  | Estados Unidos | Syracuse    |
| 2     | 31     | Reggie Smith | Pívot    | Estados Unidos | TCU         |

## Temporada regular
| División Pacífico        | División Pacífico | División Pacífico | División Pacífico | División Pacífico | División Pacífico | División Pacífico | División Pacífico | División Pacífico |
| Equipo                   | G                 | P                 | %                 | PD                | Casa              | Fuera             | Div               |                   |
| ------------------------ | ----------------- | ----------------- | ----------------- | ----------------- | ----------------- | ----------------- | ----------------- | ----------------- |
| y-Phoenix Suns           | 62                | 20                | .756              | —                 | 35–6              | 27–14             | 21–9              |                   |
| x-Seattle SuperSonics    | 55                | 27                | .671              | 7                 | 33–8              | 22–19             | 22–8              |                   |
| x-Portland Trail Blazers | 51                | 31                | .622              | 11                | 30–11             | 21–20             | 19–11             |                   |
| x-Los Angeles Clippers   | 41                | 41                | .500              | 21                | 27–14             | 14–27             | 15–15             |                   |
| x-Los Angeles Lakers     | 39                | 43                | .476              | 23                | 20–21             | 19–22             | 13–17             |                   |
| Golden State Warriors    | 34                | 48                | .415              | 28                | 19–22             | 15–26             | 9–21              |                   |
| Sacramento Kings         | 25                | 57                | .305              | 37                | 16–25             | 9–32              | 6–24              |                   |

## Playoffs

### Primera ronda
Portland Trail Blazers vs. San Antonio Spurs 
| Fecha       | Partido                                           | Ciudad      |
| ----------- | ------------------------------------------------- | ----------- |
| 29 de abril | Portland Trail Blazers 86, San Antonio Spurs 87   | Portland    |
| 1 de mayo   | Portland Trail Blazers 105, San Antonio Spurs 96  | Portland    |
| 5 de mayo   | San Antonio Spurs 107, Portland Trail Blazers 101 | San Antonio |
| 7 de mayo   | San Antonio Spurs 100, Portland Trail Blazers 97  | San Antonio |
|             | San Antonio Spurs gana las series 3-1             |             |

## Estadísticas

### Temporada regular
| Rk | Jugador           | Edad | P  | PT | MP   | TC  | TCI  | %TC  | T3  | T3I | %T3  | TL  | TLI | %TL  | RO  | RD  | RT  | AS  | RB  | TAP | BP  | FP  | PTS  |
| -- | ----------------- | ---- | -- | -- | ---- | --- | ---- | ---- | --- | --- | ---- | --- | --- | ---- | --- | --- | --- | --- | --- | --- | --- | --- | ---- |
| 1  | Terry Porter      | 29   | 81 | 81 | 35.6 | 6.2 | 13.7 | .454 | 1.8 | 4.3 | .414 | 4.0 | 4.8 | .843 | 0.7 | 3.2 | 3.9 | 5.2 | 1.2 | 0.1 | 2.5 | 1.5 | 18.2 |
| 2  | Clyde Drexler     | 30   | 49 | 49 | 34.1 | 7.1 | 16.7 | .429 | 0.6 | 2.7 | .233 | 5.0 | 6.0 | .839 | 2.6 | 3.7 | 6.3 | 5.7 | 1.9 | 0.8 | 2.3 | 3.2 | 19.9 |
| 3  | Rod Strickland    | 26   | 78 | 35 | 31.7 | 5.1 | 10.5 | .485 | 0.1 | 0.4 | .133 | 3.5 | 4.9 | .717 | 1.5 | 2.8 | 4.3 | 7.2 | 1.7 | 0.3 | 2.6 | 2.0 | 13.7 |
| 4  | Clifford Robinson | 26   | 82 | 12 | 31.4 | 7.7 | 16.3 | .473 | 0.2 | 0.9 | .247 | 3.5 | 5.1 | .690 | 2.0 | 4.6 | 6.6 | 2.2 | 1.2 | 2.0 | 2.1 | 3.5 | 19.1 |
| 5  | Buck Williams     | 32   | 82 | 82 | 30.5 | 3.3 | 6.4  | .511 | 0.0 | 0.0 | .000 | 1.7 | 2.6 | .645 | 2.8 | 5.6 | 8.4 | 0.9 | 1.0 | 0.7 | 1.2 | 3.3 | 8.3  |
| 6  | Jerome Kersey     | 30   | 65 | 50 | 26.4 | 4.3 | 9.9  | .438 | 0.1 | 0.4 | .286 | 1.8 | 2.8 | .634 | 1.9 | 4.3 | 6.2 | 1.9 | 1.2 | 0.6 | 1.3 | 2.8 | 10.6 |
| 7  | Kevin Duckworth   | 28   | 74 | 55 | 23.8 | 4.1 | 9.3  | .438 | 0.0 | 0.0 | .000 | 1.7 | 2.4 | .730 | 1.6 | 3.6 | 5.2 | 0.9 | 0.6 | 0.5 | 1.2 | 3.0 | 9.9  |
| 8  | Mario Elie        | 29   | 82 | 7  | 21.4 | 2.9 | 6.4  | .458 | 0.5 | 1.6 | .349 | 2.2 | 2.6 | .855 | 0.7 | 1.9 | 2.6 | 2.2 | 0.9 | 0.2 | 1.1 | 1.8 | 8.6  |
| 9  | Mark Bryant       | 27   | 80 | 24 | 17.5 | 2.3 | 4.6  | .503 | 0.0 | 0.0 | .000 | 1.3 | 1.9 | .703 | 1.7 | 2.4 | 4.1 | 0.5 | 0.5 | 0.3 | 0.8 | 2.8 | 6.0  |
| 10 | Tracy Murray      | 21   | 48 | 14 | 10.3 | 2.3 | 5.4  | .415 | 0.4 | 1.5 | .300 | 0.7 | 0.8 | .875 | 0.8 | 0.9 | 1.7 | 0.2 | 0.2 | 0.1 | 0.6 | 1.2 | 5.7  |
| 11 | Dave Johnson      | 22   | 42 | 0  | 8.5  | 1.4 | 3.5  | .383 | 0.1 | 0.3 | .214 | 1.0 | 1.4 | .678 | 0.4 | 0.7 | 1.1 | 0.3 | 0.2 | 0.0 | 0.7 | 0.5 | 3.7  |
| 12 | Joe Wolf          | 28   | 21 | 0  | 7.4  | 1.0 | 2.0  | .465 | 0.0 | 0.0 | .000 | 0.6 | 0.7 | .857 | 0.6 | 1.5 | 2.1 | 0.2 | 0.3 | 0.0 | 0.2 | 1.0 | 2.5  |
| 13 | Delaney Rudd      | 30   | 15 | 1  | 6.3  | 0.5 | 2.4  | .194 | 0.1 | 0.7 | .091 | 0.7 | 0.9 | .786 | 0.3 | 0.3 | 0.6 | 1.1 | 0.1 | 0.0 | 0.7 | 0.5 | 1.7  |
| 14 | Reggie Smith      | 22   | 23 | 0  | 3.0  | 0.4 | 1.2  | .370 | 0.0 | 0.0 | .000 | 0.1 | 0.6 | .214 | 0.7 | 0.3 | 0.9 | 0.0 | 0.2 | 0.0 | 0.2 | 0.7 | 1.0  |

### Playoffs
| Rk | Jugador           | Edad | P | PT | MP   | TC  | TCI  | %TC  | T3  | T3I | %T3   | TL  | TLI | %TL   | RO  | RD  | RT  | AS  | RB  | TAP | BP  | FP  | PTS  |
| -- | ----------------- | ---- | - | -- | ---- | --- | ---- | ---- | --- | --- | ----- | --- | --- | ----- | --- | --- | --- | --- | --- | --- | --- | --- | ---- |
| 1  | Rod Strickland    | 26   | 4 | 4  | 39.0 | 5.5 | 13.0 | .423 | 0.0 | 0.3 | .000  | 2.5 | 3.0 | .833  | 2.3 | 4.3 | 6.5 | 9.3 | 1.3 | 0.5 | 1.8 | 2.5 | 13.5 |
| 2  | Clyde Drexler     | 30   | 3 | 3  | 38.7 | 6.0 | 14.3 | .419 | 1.7 | 4.0 | .417  | 5.3 | 6.7 | .800  | 2.7 | 3.7 | 6.3 | 4.7 | 1.7 | 1.0 | 1.0 | 3.0 | 19.0 |
| 3  | Terry Porter      | 29   | 4 | 4  | 38.0 | 6.8 | 17.0 | .397 | 0.8 | 4.8 | .158  | 2.3 | 2.8 | .818  | 1.0 | 4.0 | 5.0 | 2.0 | 1.0 | 0.0 | 1.5 | 2.5 | 16.5 |
| 4  | Clifford Robinson | 26   | 4 | 0  | 32.8 | 4.0 | 15.3 | .262 | 0.0 | 0.3 | .000  | 2.3 | 5.5 | .409  | 2.5 | 1.8 | 4.3 | 1.5 | 1.5 | 1.8 | 2.0 | 4.3 | 10.3 |
| 5  | Buck Williams     | 32   | 4 | 4  | 29.8 | 2.8 | 5.8  | .478 | 0.0 | 0.0 |       | 3.3 | 4.8 | .684  | 3.0 | 4.3 | 7.3 | 0.3 | 0.3 | 0.8 | 1.5 | 3.0 | 8.8  |
| 6  | Jerome Kersey     | 30   | 4 | 1  | 24.5 | 5.5 | 10.5 | .524 | 0.3 | 0.3 | 1.000 | 3.0 | 4.3 | .706  | 2.5 | 6.0 | 8.5 | 1.0 | 1.0 | 0.5 | 0.5 | 3.8 | 14.3 |
| 7  | Mark Bryant       | 27   | 4 | 4  | 20.8 | 4.3 | 9.3  | .459 | 0.0 | 0.0 |       | 1.3 | 1.3 | 1.000 | 2.5 | 2.0 | 4.5 | 0.0 | 0.0 | 0.8 | 1.5 | 3.5 | 9.8  |
| 8  | Kevin Duckworth   | 28   | 4 | 0  | 14.5 | 1.8 | 5.3  | .333 | 0.0 | 0.0 |       | 1.0 | 1.0 | 1.000 | 1.0 | 2.3 | 3.3 | 0.8 | 0.0 | 0.3 | 1.5 | 3.0 | 4.5  |
| 9  | Mario Elie        | 29   | 4 | 0  | 13.0 | 1.3 | 2.5  | .500 | 0.5 | 0.5 | 1.000 | 2.0 | 2.3 | .889  | 0.5 | 1.0 | 1.5 | 1.0 | 0.5 | 0.3 | 1.3 | 0.3 | 5.0  |
| 10 | Joe Wolf          | 28   | 2 | 0  | 10.0 | 0.5 | 1.0  | .500 | 0.0 | 0.0 |       | 0.0 | 0.0 |       | 1.0 | 1.0 | 2.0 | 0.0 | 0.0 | 0.5 | 0.0 | 0.5 | 1.0  |

## Galardones y récords
| Jugador           | Galardón                     |
| Clifford Robinson | Mejor sexto hombre de la NBA |
| Clyde Drexler     | All-Star                     |
| Terry Porter      | All-Star                     |